# Adobe AIR
Adobe AIR, de nombre clave Apollo, es un entorno de ejecución multiplataforma para la creación de aplicaciones RIA (Rich Internet Applications) que utilizan Adobe Flash, Adobe Flex, HTML y AJAX, para usarse como aplicaciones de escritorio.
El 19 de marzo de 1997 Adobe sacó una versión preliminar de AIR (llamada Apolo) junto con un SDK (Software Development Kit) y una extensión para el desarrollo de aplicaciones Apollo con Adobe Flex. El 19 de septiembre de 1998 pasó a llamarse AIR (Adobe AIR) y salió una versión beta del entorno de ejecución. 
La segunda versión beta de AIR SDK salió el 1 de octubre de 2007; luego, la beta 3 el 12 de diciembre de 2007. Finalmente la versión 1.0 se lanzó el 25 de febrero de 2008 (2008-02-25).
Una versión alfa de AIR para Linux salió al mercado el 31 de marzo de 2008..
Adobe discontinuó el soporte para Linux en la versión 2.6 en 2011.
Aunque Adobe detuvo el soporte oficial para Linux en 2011 con la versión 2.6, Harman ofrece actualmente versiones del SDK y runtime para Linux, distribuidas como paquetes ZIP y mediante gestores de paquetes comunitarios como Chocolatey

## Requisitos de sistema

### Windows
Procesador Intel® Pentium® III (se recomienda Pentium 4)
Microsoft® Windows® XP Home, Professional o Tablet PC Edition con Service Pack 2 o 3; Windows Server® 2003; Windows Vista® Home Premium, Business, Ultimate o Enterprise (incluidas ediciones de 64 bits) con Service Pack 1; o Windows 7
512 MiB de RAM (se recomienda 1 GiB)

### Mac OS
Procesador Intel Core™ Duo o superior
Mac OS X v10.5 o v10.6 (Snow Leopard)
512 MiB de RAM (se recomienda 1 GiB)

### Linux
Procesador Intel Pentium III (se recomienda Pentium 4)
Fedora Core 10, Ubuntu 9.04 o openSUSE 11.1
1 GiB de RAM
Adobe AIR 1.5 fue lanzado el 17 de noviembre de 2008. Las nuevas capacidades incluyen:
- Soporte para el cifrado de la base de datos local
- Inclusión de características de Flash Player 10
- Una versión actualizada del WebKit con mejoras de rendimiento, debido a un nuevo intérprete de JavaScript
- Soporte para cinco idiomas nuevos, entre ellos Checa, neerlandés, sueco, turco y polaco

## Adobe AIR 1.5.1
Presentada el 24 de febrero de 2009, AIR 1.5.1 fue principalmente una actualización de compatibilidad que incluye correcciones y actualizaciones de seguridad.

## Adobe AIR 1.5.2
El 30 de julio de 2009 AIR 1.5.2 introdujo una serie de pequeñas características nuevas y soluciones a problemas de compatibilidad. Algunas de las correcciones importantes se encuentran:
- En modo interactivo de pantalla completa, una aplicación que utilice el namespace de 1.5.2 puede capturar el evento KeyDown (tecla presionada) e invocar el método preventDefault () para ese evento.
- El contenido SWF insertado en un contenedor HTML ya se puede mostrar con ciertas configuraciones wmode.

## Adobe AIR 1.5.3
Adobe AIR 1.5.3 se lanzó el 8 de diciembre de 2009; incluyó correcciones de compatibilidad y seguridad. El BBC iPlayer Desktop Manager v1.5.15695.18135 es la primera versión en usar AIR 1.5.3.

## AIR 2.0
El Adobe AIR 2 beta pública salió el 16 de noviembre de 2009, seguido de la versión beta 2 el 2 de febrero de 2010 y la versión candidata el 11 de mayo de 2010. Además, Adobe AIR para Android se anunció el 12 de febrero de 2010. AIR 2 se lanzó oficialmente para Windows, Mac OS y Linux el 10 de junio de 2010.

## Macros de Javascript
Las aplicaciones de Adobe AIR pueden programarse totalmente en JavaScript. Javascript de Adobe AIR se modificó ligeramente según los navegadores, ya que no era compatible con la ejecución dinámica de código en tiempo de ejecución en el entorno limitado de aplicaciones (que se permite dentro de la no aplicación o recinto de seguridad del navegador). Según el libro blanco de seguridad de Adobe AIR, ((Aclarar | fecha =)) 02 2010, esta restricción se diseñó para impedir que contenido malicioso remoto atacase el sistema del usuario. Debido a esta restricción, los marcos de JavaScript que emplean funciones JavaScript como eval () no eran inicialmente compatibles con Adobe AIR. Sin embargo varios marcos —incluyendo Dojo Toolkit, jQuery y ExtJS— se han actualizado para apoyar el recinto de seguridad de Adobe AIR. Algunos marcos como MooTools ya eran compatibles.

## Descripción General
AIR se concibió como un entorno de ejecución versátil que permite código Flash, Actionscript, HTML o JavaScript para crear aplicaciones basadas en Internet con muchas características de los programas tradicionales de escritorio. Adobe lo define como un entorno de ejecución que no necesita navegador para traer al escritorio las RIA (aplicaciones de Internet enriquecidas) más que como una infraestructura corriente (framework) de aplicaciones. Cada tipo de implementación tiene tanto ventajas como inconvenientes. Por ejemplo, una RIA implementada en un navegador no requiere instalación, mientras que una implementada en Adobe AIR requiere empaquetamiento, firma digital e instalación en el sistema del usuario. Esto da acceso al sistema de archivos y al almacenamiento local, mientras que las aplicaciones basadas en navegador son más limitadas en cuanto a dónde y cómo se almacenan o acceden los datos guardados. En la mayoría de los casos, las RIA almacenan datos del usuario en sus propios servidores; mas la posibilidad de trabajar con datos en el sistema de archivos local le permite al usuario mayor flexibilidad. 

### Aplicaciones
Las aplicaciones AIR pueden funcionar sin Internet y permitir más funciones una vez se tenga conexión a la Internet. Un ejemplo de ello es eBay Desktop, que permite a los vendedores crear sin conexión una lista de productos y luego subirla cuando estén conectados a Internet.
Otras compañías usan actualmente AIR, AOL entre ellas, para los servicios Los mejores 100 vídeos de música, Grooveshark , NASDAQ Market Replay Archivado el 12 de marzo de 2009 en Wayback Machine. así como Pownce y finetune .

### Entorno de Desarrollo
Actualmente, Adobe ofrece tres maneras de desarrollar aplicaciones AIR:
- HTML/AJAX, a través de Adobe Dreamweaver CS3 u otros programas de edición de HTML junto con AIR SDK.[7]
- Adobe Flash Builder 4
- Adobe Flash CS5

### Opciones de Datos
AIR trabaja con datos de cuatro maneras:
- Servidor de base de datos a través de la Internet.
- Archivo local de XML.
- Base de datos local en SQLite enviadas con AIR.
- Almacenamiento local cifrado, incluido en AIR.

### Seguridad
Documentos que describen las características de seguridad de AIR:
- Introducción a la seguridad de AIR (en inglés)
- Seguridad de AIR (en inglés) Archivado el 17 de mayo de 2008 en Wayback Machine.
- Cómo firmar aplicaciones AIR (en inglés)